# Соррилло, Рондел
Рондел Келвин Соррилло (англ. Rondel Kelvin Sorrillo; род. 24 января 1986, Ла Брея, Тринидад и Тобаго) — легкоатлет из Тринидада и Тобаго, специализирующийся в спринтерском беге. Бронзовый призёр Игр Содружества (2014) и Панамериканских игр (2015) в эстафете 4×100 метров. В июне 2016 года стал 114-м спринтером в мировой истории, пробежавшим 100 метров быстрее 10 секунд. Пятикратный чемпион страны. Участник Олимпийских игр 2008, 2012 и 2016 годов.

## Биография
Начинал заниматься лёгкой атлетикой в школе Vessigny Secondary School в Тринидаде и Тобаго, но основных успехов добился в студенческие годы, когда тренировался в США в Университете Кентукки.
После призовых мест в спринтерских дисциплинах на соревнованиях стран Карибского бассейна отобрался на первый крупный старт в карьере — Олимпийские игры 2008 года. В Пекине закончил выступления в четвертьфинале бега на 200 метров, но успел запомниться победой в первом раунде соревнований над будущим двукратным чемпионом тех Игр Усэйном Болтом. Соррилло выиграл предварительный забег с результатом 20,58, Болт пришёл к финишу вторым — 20,64.
В 2009 году выступил на дебютном взрослом чемпионате мира, где показал 13-е время в полуфинале на дистанции 200 метров. Спустя два года бежал уже в решающем забеге мирового первенства, заняв седьмое место с результатом 20,34.
На Олимпийских играх 2012 года в Лондоне пробился в число участников полуфинала бега на 100 метров и был запасным в эстафете 4×100 метров, где сборная Тринидада и Тобаго завоевала серебряные медали.
Становился бронзовым призёром Игр Содружества 2014 года и Панамериканских игр 2015 года в эстафете 4×100 метров. В индивидуальном беге на 200 метров оба раза останавливался на стадии полуфинала.
На чемпионате мира в помещении 2016 года помог своей сборной пробиться в финал эстафеты 4×400 метров, выступив за команду в предварительном забеге. В финале представители Тринидада и Тобаго, уже без Соррилло, выиграли бронзовые медали.
Летом 2016 года стал чемпионом страны в беге на 100 метров и в возрасте 30 лет впервые в карьере пробежал эту дистанцию быстрее 10 секунд. Благодаря этому результату отобрался на Олимпийские игры в Рио-де-Жанейро. На главном старте сезона дошёл до полуфинала на 200 метров (14-е место) и в составе сборной был дисквалифицирован в финале эстафеты 4×100 метров.
После окончания Университета Кентукки с дипломом в области химической инженерии продолжил сотрудничать с тренером студенческой команды Эдриком Флореалем, а с 2015 года стал работать его ассистентом.

## Основные результаты
| Год  | Турнир                      | Место проведения          | Дисциплина       | Место       | Результат |
| ---- | --------------------------- | ------------------------- | ---------------- | ----------- | --------- |
| 2008 | Олимпийские игры            | Пекин, Китай              | 200 м            | 21-е (1/4)  | 20,63     |
| 2009 | Чемпионат мира              | Берлин, Германия          | 200 м            | 13-е (1/2)  | 20,63     |
| 2011 | Чемпионат мира              | Тэгу, Южная Корея         | 200 м            | 7-е         | 20,34     |
| 2012 | Олимпийские игры            | Лондон, Великобритания    | 100 м            | 23-е (1/2)  | 10,31     |
| 2012 | Олимпийские игры            | Лондон, Великобритания    | 200 м            | 34-е (заб.) | 20,76     |
| 2013 | Чемпионат мира              | Москва, Россия            | 100 м            | 26-е (заб.) | 10,25     |
| 2013 | Чемпионат мира              | Москва, Россия            | эстафета 4×100 м | 7-е         | 38,57     |
| 2014 | Чемпионат мира по эстафетам | Нассау, Багамские Острова | эстафета 4×100 м | 2-е         | 38,04     |
| 2014 | Игры Содружества            | Глазго, Великобритания    | 200 м            | 9-е (1/2)   | 20,57     |
| 2014 | Игры Содружества            | Глазго, Великобритания    | эстафета 4×100 м | 3-е         | 38,10     |
| 2015 | Чемпионат мира по эстафетам | Нассау, Багамские Острова | эстафета 4×100 м | 7-е         | 38,92     |
| 2015 | Панамериканские игры        | Торонто, Канада           | 200 м            | 11-е (1/2)  | 20,61     |
| 2015 | Панамериканские игры        | Торонто, Канада           | эстафета 4×100 м | 3-е         | 38,69     |
| 2016 | Чемпионат мира в помещении  | Портленд, США             | 60 м             | 20-е (1/2)  | 6,68      |
| 2016 | Чемпионат мира в помещении  | Портленд, США             | эстафета 4×400 м | 5-е (заб.)  | 3.07,83   |
| 2016 | Олимпийские игры            | Рио-де-Жанейро, Бразилия  | 100 м            | 29-е (заб.) | 10,23     |
| 2016 | Олимпийские игры            | Рио-де-Жанейро, Бразилия  | 200 м            | 14-е (1/2)  | 20,33     |
| 2016 | Олимпийские игры            | Рио-де-Жанейро, Бразилия  | эстафета 4×100 м | —           | DQ        |